# Ходыничи
Ходы́ничи (бел. Хадынічы) — деревня в Кобринском районе Брестской области Белоруссии. Входит в состав Новосёлковского сельсовета.
По данным на 1 января 2016 года население составило 139 человек в 73 домохозяйствах.
В деревне расположен магазин.

## География
Деревня расположена на западном берегу реки Тростяница, в 23 км к югу от города и станции Кобрин и в 60 км к востоку от Бреста, у автодороги М12 Кобрин-Мокраны.

## История
Населённый пункт известен с 1567 года как имение Романа и Майка Кульневичей. В разное время население составляло:
- 1999 год: 115 хозяйств, 268 человек;
- 2005 год: 104 хозяйства, 226 человек;
- 2009 год: 194 человека;
- 2016 год[2]: 73 хозяйства, 139 человек;
- 2019 год[1]: 105 человек.